# 美少女萬華鏡 -罪與罰的少女-
《美少女萬華鏡 -罪與罰的少女-》，下稱《罪與罰的少女》，是ωstar開發的日本成人遊戲，亦是《美少女萬華鏡》系列的第4部作品。當中由八宝备仁負責原畫，吉祥寺ドロレス擔當編劇。
《罪與罰的少女》擁有多條劇情分支路線，每條路線皆有一系列預先設定的場景和人物互動。其主要聚焦於玩家角色覡夕摩跟女主角觋夕莉、御殿場鏡子、鈴森一花的互動，並刻畫了角色之間的性行為。整個故事以夕摩的視角作切入點。他是個喜歡姊姊夕莉的弟弟，在家穿着姊姊的衣服自慰時被夕莉發現，於是夕莉便以此為由強迫他以女裝的姿態入讀女子學園。
這部遊戲在2017年發售，及後隨即登上日本美少女遊戲暨動漫相關商品銷售網站Getchu屋當月視覺小說銷量排行榜的第4位，並成為2017年該網站第14暢銷的視覺小說。《罪與罰的少女》在getchu屋上同被玩家票選為2017年7月度第6佳的美少女遊戲。

## 遊戲系統

《罪與罰的少女》的遊玩介面，圖中女主角覡夕莉正在跟覡夕摩對話。

《罪與罰的少女》採取戀愛冒險的遊玩方式。玩家所扮演的是本作的男主角觋夕摩，基本上玩家在遊玩的時候都需閱覽熒幕上所顯示的文本和聆聽對話，用以了解故事情節和人物之間的對話。聲音和文字會與人物拼合圖和背景一同出現，用以表示夕摩跟誰對話。玩家會在故事中遇見代替背景和人物拼合圖的CG。《罪與罰的少女》擁有多條劇情分支路線，每條路線的结局皆有所不同。玩家的選擇最終會影響進入哪條路線，从而影響结局。
本作角色之間的關係亦帶有一定性意味。有關場景包括手交、乳交、性交。玩家在某些預設的段落中須選擇行為選項，對話框的下一段文本在做出選擇前並不能夠顯示。玩家必須反覆載入選項頁面並選擇不同的選項，才能夠觀覽存於不同路線的劇情。《罪與罰的少女》擁有幾個不同的結局。

## 故事

### 夕莉線
夕莉和夕摩的親生父母夕紀夫和夕香里為姐弟。夕香里因與夕紀夫的關係而懷孕。夕香里於是找上任職公務員的禮次郎，跟他結婚，以此掩飾事實。禮次郎则因着對夕香里的愛和對夕紀夫的恨，而為夕紀夫捏造逃稅之罪，迫使他逃往日本國外。夕香里對夕紀夫的愛則轉移到自己的兒子夕摩身上，她為此強迫他進行各種性行為。夕摩則在這一背景下構想出令自己能獨佔夕莉，且又能復仇的計劃。
夕莉在某一天母親向坦白自己愛着夕摩，向母親質問她的種種行徑，致使她忍不住情緒，打算上吊自殺，不過她的有關行動未能成功。一直在旁觀察的夕摩則在此時出現，用自己雙手了結母親——以此開展計劃。之後放火，把母親塑造成是自焚的樣子。他之後因在看到火事現場時大笑，而被禮次郎認為他瘋了，因此送入精神病院。夕摩在院內亦繼續實施自己的計劃，在院內，他順利跟生父夕紀夫取得聯絡，並成為了他的養子。他繼以夕香里逝世的消息來誘使夕紀夫跟自己見面，把他殺掉，以取得遺產。
夕摩之後以夕紀夫的名義跟夕莉寫信，誘使她把自己接回家。在回到家後，夕摩則在夕莉的房間內穿着夕莉的衣服自慰，不过卻被夕莉發现，他們倆人以此為契機開始向對方坦白愛意，夕莉同時以這件事為由強迫夕摩在身穿女裝的情況下轉入自己就讀的女校。在校內被勤誘加入文藝部。文藝部的成員除了他們兩姊弟外，還有夕摩的同班同學御殿場鏡子和鈴森一花。
夕摩在出院後沒過多久便每日向禮次郎的酒加入春藥，讓他在某一天因藥物的影響下企圖侵犯夕莉，誘使先前受到自己暗示要殺掉禮次郎的夕莉殺掉他，最終令自己支配她。之後兩人一起潛逃海外，在那靠着夕紀夫的遺產和出版費過活，並生了雙胞胎。

### 其他路線
- 另一條夕莉線－夕摩在禮次郎企圖侵犯夕莉時自己親手殺掉他[30][36]。之後劇情跟上方提及的夕莉線一樣[37][35]。不過沒有向玩家交代夕摩的計劃。
- 鏡子線－夕摩在自己的屋間裏默許鏡子的邀請，跟她發生性關係，這一過程正好被夕莉看見[38]。而夕摩則向夕莉謊稱自己因被下藥才會跟鏡子發生關係[39]。夕莉在此之後对别人不再亲近，对夕摩的感情也变得更极端，不让任何人接近夕摩[40]。夕摩則因喜歡這種快感而跟老師咲和鏡子一起發生關係[41]。
- 一花線－夕摩跟一花在瞞着夕莉的情況下成為並非戀人，但有肉體關係的狀態（一花單戀，夕摩把她當成玩具看待）[42][43]。夕莉及後發現他們的這段關係[44]，並因此發怒[45]。夕摩為此而逃跑，跑進車站，夕莉及後趕到。夕摩此時認為夕莉對自己的愛跟母親對自己的支配慾一樣，繼下意識地把她推開，不過卻錯手把她推下站台，令夕莉被鐵路列車輾過死亡[46][47]。他對此感到一絲釋然[48]，並回家殺掉父親[49]。讓一花跟自己繼續在一起[50]。

## 主要角色
覡夕摩（聲優：杏子御津）
夕莉的弟弟，自小開始對於夕莉十分愛慕，不過又想自己勝過姊姊。在跟姊姊住在一起之前曾長期住院。
覡夕莉
夕摩的姐姐，外表漂亮。在校表現出眾，為人注目。以前曾擔任偶像。
御殿場鏡子
夕摩在入讀女子學園之後的同班同學。喜歡神秘學，能夠為此說過不停。
鈴森一花（鈴森 いちか）
夕摩在入讀女子學園之後的同班同學。為人開朗，在人們面前表現得像個妹妹似的。

## 開發
《罪與罰的少女》由ωstar負責開發。當中劇本由撰寫，八寶備仁則負責策劃和描畫原畫。背景音樂由秋山裕和及むにょっ共同擔當。由系列第一部伊始便一直採用的片尾曲則由獻唱。
在製作《罪與罰的少女》時，八寶備仁的原初構思是製作一部姊姊在性方面玩弄弟弟的故事，不過他在跟吉祥寺交談過後，便決定為它加入推理劇和懸疑劇的元素，同時八寶備亦開始思考怎樣為遊戲加入犯罪情節。及後八寶備在工作人員的提醒之下，決定為作品加入提醒觀眾不要模彷作品情節犯罪的字句。

### 設計
製作團隊在《罪與罰的少女》當中為了突出夕莉的美，而把校服設計成北歐風格的樣子，並把她的性格設定成對弟弟夕摩十分包容。夕摩則被設定成在愛着姊姊的同时希望支配她。由於製作團隊需要說服觀眾夕摩十分堅持自己的信念，故他們在開首便刻意加入夕摩被強姦的畫面，即使這會讓觀眾的評價下降。與前作不同的是，本作的男主角是有聲優為之配音——八寶備希望玩家以第三方視角的角度來觀賞遊戲劇情，故才這樣為之。他們在設計街道背景時特地去了下町取景。不過後來因為沒有時間而不能把大多素材都運用上。

### 音效
製作團隊在製作初期便決定以翻奏古典音樂的方式為《罪與罰的少女》配上背景音乐。不過他們亦選擇為部分段落配上原創背景音樂。他們在考慮到了預算的情況下，最後決定由第三方製作商為整個系列製作背景音樂。

## 發行
《罪與罰的少女》原定在2017年6月30日開售，但後來官方把發售日延期到7月28日。DVD正式版及後如期在7月28日公開，同時兼容Windows Vista/7/8/8.1/10。預訂版則會附送文件套。DMM及後在9月29日推出了本作的付費下載版。官方及後為了紀念《美少女萬華鏡》系列的最終作《理與迷宮的少女》將要開售，而在2020年5月22日至28日舉行《罪與罰的少女》下載版優惠活動。

## 評價

### 銷量
《罪與罰的少女》在日本美少女遊戲暨動漫相關商品銷售網站Getchu屋的2017年7月最暢銷視覺小說遊戲排行榜上排行第4位，8月時亦躋身於排行榜的第23位。到了2017年全年銷售量排行榜時則是第14位。

### 獲獎記錄
《罪與罰的少女》同在Getchu屋上被票選為2017年7月度第6佳的美少女遊戲。

## 外部連結
- 官方网站 （日語）
- 《美少女萬華鏡 -罪與罰的少女-》在視覺小說數據庫的頁面 （英文）